# Aidan Turner

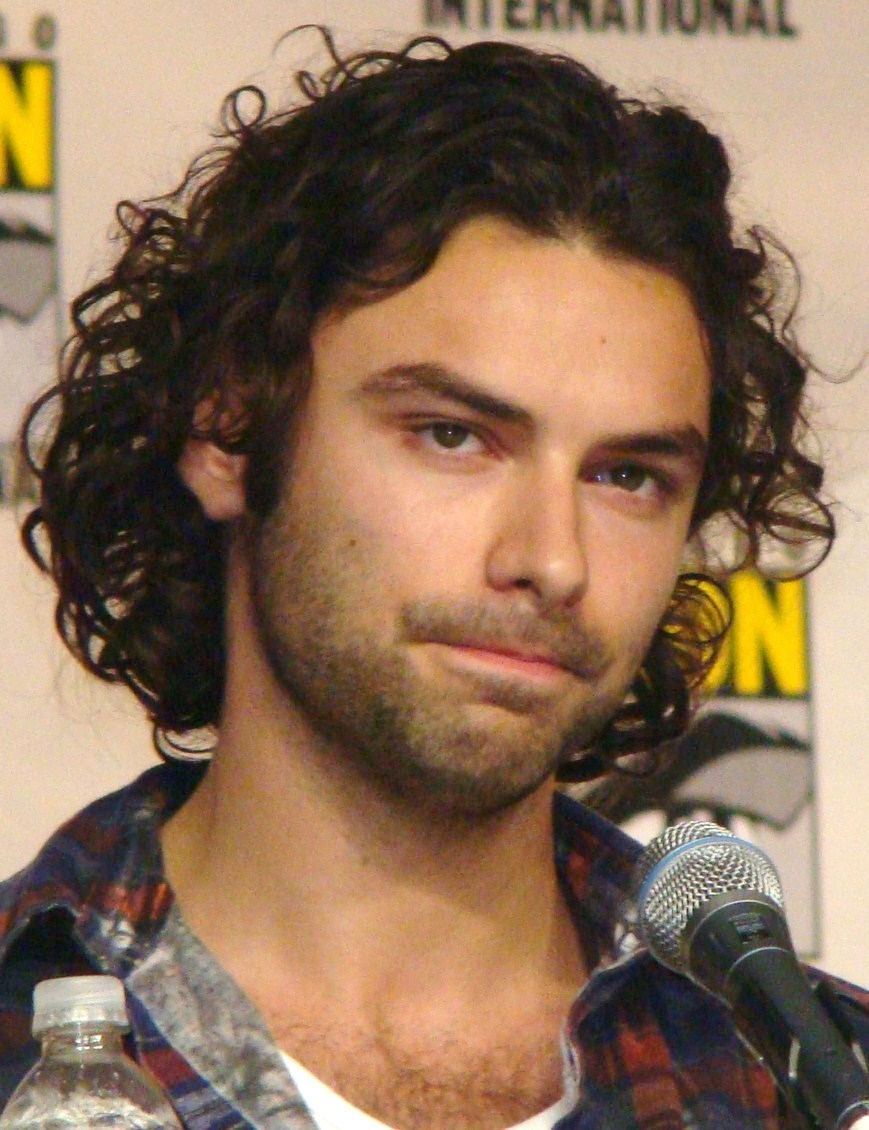
Aidan Turner em 2009

Aidan Turner (19 de Junho de 1983) é um ator irlandês. Ele é mais conhecido por interpretar o vampiro John Mitchell na série britânica Being Human da BBC Three e um dos Anões de O Hobbit chamado Kili. Também atua na série Poldark do canal BBC One como o protagonista, Ross PoldarK.
Aidan Turner é casado com Caitlin Fitzgerald (39) com quem tem um filho.  
Sua última atuação conhecida é na série Leonardo, uma coprodução Itália-Reino Unido-França-EUA-Espanha em 2021.￼      

## Irelan e Carreira
Sua carreira na televisão começou em 2007, com uma aparição em The Tudors. Ele continuou a sua carreira na televisão com a série Desperate Romantics, interpretando Dante Gabriel Rossetti. De 2008 a 2009, ele apareceu em um papel recorrente como Ruairí McGowan em The Clinic, seguido por um de seus personagens mais famosos, o vampiro John Mitchell na série de drama sobrenatural Being Human (2009–2011).
Sua carreira no cinema começou com curta-metragem The Sound of People (2007) and Matterhorn (2007). Mais tarde ele interpretou Mal no filme Alarm (2008).
Turner interpreta o anão Kili na grande produção de fantasia, a trilogia O Hobbit: Uma Jornada Inesperada, O Hobbit: A Desolação de Smaug, e O Hobbit: A Batalha dos Cinco Exércitos (2012-2014).
Ele também é o Luke Garroway um caçador das sombras que se tornou um lobisomem em Os Instrumentos Mortais. 
Atuou em 2015 na mini-série televisiva E Não Sobrou Nenhum como Philip Lombard, adaptação do livro homônimo da autora Agatha Christie. 
Aidan está presente na refilmagem de Poldark, série que decorreu entre 1975-1977, ele interpreta Ross Poldark, personagem principal. A série é transmitida desde 2015 pelo canal BBC One.
Atuou no filme irlandês The Secret Scripture (2016) como o personagem Jack Conroy. O filme é baseado no romance de Sebastian Barry.
Dá voz ao personagem o Barqueiro no filme Com amor, Van Gogh (2017).

## Filmografia

### Cinema
| Ano  | Título                                         | Papel                          | Notas             |
| ---- | ---------------------------------------------- | ------------------------------ | ----------------- |
| 2007 | The Sound of People                            | Father                         | Curta (7 minutos) |
| 2007 | Matterhorn                                     | Theodoro                       | Curta (5 minutos) |
| 2008 | Alarm                                          | Mal                            |                   |
| 2012 | O Hobbit: Uma Jornada Inesperada               | Kili                           |                   |
| 2013 | O Hobbit: A Desolação de Smaug                 | Kili                           |                   |
| 2013 | Cidade dos Ossos                               | Lucian Graymark/ Luke Garroway |                   |
| 2014 | O Hobbit: Batalha dos Cinco Exércitos          | Kili                           |                   |
| 2016 | The Secret Scripture                           | Jack Conroy                    |                   |
| 2017 | Com Amor, Van Gogh                             | O Barqueiro                    | Voz               |
| 2018 | Look Away                                      | Russell                        |                   |
| 2018 | The Man Who Killed Hitler and then The Bigfoot | Calvin Barr                    |                   |

### Televisão
| Ano  | Título                   | Papel                  | Gênero         | Canal     | Notas                                                |  |
| ---- | ------------------------ | ---------------------- | -------------- | --------- | ---------------------------------------------------- |  |
| 2007 | The Tudors               | Bedoli                 | Ficção Série   | Showtime  | uncredited — "In Cold Blood" (Series 1, Episode 1)   |  |
| 2009 | The Clinic               | Ruairí McGowan         | Drama Série    | RTÉ One   | main cast — Series 6 and 7 (18 episódios)            |  |
| 2009 | Desperate Romantics      | Dante Gabriel Rossetti | Drama Série    | BBC Two   | main cast — Series 1 (6 episódios)                   |  |
| 2009 | Being Human              | John Mitchell          | Dramédia Série | BBC Three | main cast — Series 1-3 (ongoing as of February 2011) |  |
| 2011 | Hattie                   | John Schofield         | Drama Série    | -         |                                                      |  |
| 2015 | And Then There Were None | Philip Lombard         | Mini-série     | BBC UK    | main cast — Serie 1 (3 episódios)                    |  |